# Morters
Morters és un nucli de població del municipi de les Valls de Valira, a l'Alt Urgell. A Farrera dels Llops hi ha el despoblats d'Estelareny i Morters, situats als vessants de llevant del tossal d'Estelareny. Morters, que tenia 3 cases el 1860, conserva vestigis de l'església dedicada a Sant Llorenç (dos murs fent angle, un dels quals amb opus spicatum).
El cens del 1860 esmenta les torres de Feners i de Cortingles, aquesta situada entre el barranc de Cortingles i la Valira. La torre de Feners era a l'esquerra de la Valira, a migdia de Sant Andreu de Calbinyà; el lloc de Cervós, on el 1860 hi havia un hostal i un molí fariner, era molt prop d'Anserall.